# أم كلثوم (مطربة)
أُم كلثوم (31 ديسمبر 1898 - 3 فبراير 1975)، مغنية وممثلة مصرية. هي 
فاطمة بنت الشيخ المؤذن إبراهيم السيد البلتاجي كما تُعرف بعدة ألقاب منها: ثومة، الجامعة العربية، الست، سيدة الغناء العربي، شمس الأصيل، صاحبة العصمة، كوكب الشرق، قيثارة الشرق، فنانة الشعب. ولدت في محافظة الدقهلية بالخديوية المصرية، وتوفيت في القاهرة بعد معاناة مع المرض. وتعد من أبرز مغني القرن العشرين الميلادي، وبدأت مشوارها الفني في سن الطفولة، اشتهرت في مصر وفي عموم الوطن العربي.

## الحياة الشخصية

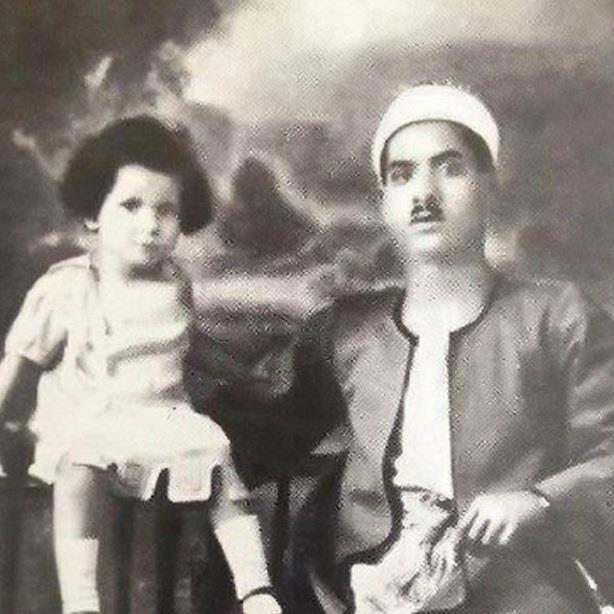
أم كلثوم مع أبيها الشيخ إبراهيم

ولدت فاطمة لأسرة متواضعة في قرية ريفية تسمى طماي الزهايرة، في مركز السنبلاوين محافظة الدقهلية، الخديوية المصرية، كان والدها الشيخ إبراهيم إماماً ومؤذناً لمسجد في القرية، ووالدتها فاطمة المليجي ربة منزل، ولها أخت متزوجة اسمها رقية وأخ اسمه خالد أكبر منها. تضاربت مصادر تاريخ ميلادها، ووفق مؤرخين فإن تاريخ ميلادها 31 ديسمبر 1898م، ولكن التاريخ المذكور في السجلات الرسمية 4 مايو 1908م. عاشت العائلة في مسكن صغير مُشيد من طوب طيني. وكان الدخل المادي للأسرة منخفضًا، والمصدر الرئيس للدخل هو والدها الذي يعمل مُنشدًا في حفلات الزواج للقرية، ومع ذلك لم يكن مجموع دخله من عمله الأساسي مؤذنًا وعمله الإضافي منشدًا يتجاوز عشرين قرشًا!

### الطفولة
على الرغم من الحالة المادية الصعبة تعلَّمت بكتَّاب القرية، بعد إلحاح منها لكي تتعلم مثل أخيها، وبعد عدة أشهر استيقظت على صوت والدها وهو يهمس لوالدتها بعد صلاة الفجر بأنه لا يستطيع دفعَ مصاريف كتَّاب أم كلثوم، ولا يملك إلا قرشًا واحدًا لأخيها، لكنَّ والدتها ألحَّت عليه أن يدبِّر القرش الآخر كي لا ينكسرَ قلب الفتاة الصغيرة. كان والداها لا يكشفان عن هذا الضيق والفقر إلا بالهمَسات بعد صلاة الفجر، عندما يكون الطفلان نائمَين، كي لا يُشعِراهما بالفقر والحاجة. هذه الحادثة أثَّرت في أم كلثوم التي أدركت في وقت مبكر واقعَ حياتها، لكن لم تكن تعرف حينئذ كيف تساعد والدَيها إلا بأن تدعوَ لهما.
- بعد أن توفي الشيخ عبد العزيز معلِّم كتَّاب القرية اضطُرَّت إلى الانتقال لكتَّاب آخر.[10] فكانت تسير كل يوم ثلاثة كيلومترات برفقة أخيها خالد وابن زوج أختها وفتًى من قرية مجاورة للوصول إلى الكتَّاب.[15]
- تعلَّمت تلاوة القرآن في الكتّاب ومن والدها، وذكرت أنها قد حفظته عن ظهر قلب.

#### أول حفل
ذات مرة سمعت أباها يُعلم أخاها خالد القصائد والتواشيح ليساعده في عمله الإضافي، ومع التكرار حفظت ما سمعته وبدأت تقليد والدها دون قصد وهي تلعب مع دميتها، وعندما سمع والدها ما تعلمته انبهر من قوة نبرتها، فطلب منها أن تنضم معه لدروس الغناء مقابل طبق حلوى المهلبية، وكان أول حفل فيه خمسة عشر شخصا فقط، فغنت وصفق لها الجمهور وأخذت طبق المهلبية كأول أجر لها.
هكذا كان الحال طيلة الحفلات اللاحقة وأصبح والدها يدربها مع أخيها خالد إلى أن اشتهروا في القرى المجاورة، وتمكنت لأول مرة من أن تساعد والدتها ماديًا، ففي أحد الحفلات اعطاها أحد الاشخاص قطعة فضية من فئة العشرة قروش بعد أن أعجب بصوتها، فخبأتها في منديلها إلى أن عادت للمنزل فأعطتها لوالدتها.
لاحقا ارتفع أجر حفلتهم الواحدة إلى ربع جنيه، ثم جنيه واحد، فجنيه ونصف! وأصبحوا قادرين على الذهاب للقرى المجاورة ركوبا القطار في الدرجة الثالثة، 
زارت القرى واحدة تلو الاخرى وشاء القدر أن تترك في كل قرية عددا من المعجبين بصوتها. بدأت تكتشف أن العالم أكبر من هذه القرى، وأن هناك مدينة اسمها القاهرة حدث ذلك عندما سمع عز الدين يكن باشا بها ودعاها لإحياء ليلة الاسراء والمعراج فكانت تلك أول زيارة لها للقاهرة وعندما بدأت الغناء انبهر الحضور بصوتها! وأعجبت سيدة القصر بها فأعطتها خاتما ذهبيا وثلاث جنيهات أجراً لها! ثم تكررت زياراتها للقاهرة بعد ذلك.

### اللقاء الأول مع الشيخ أبو العلا
سمعت أم كلثوم لأول مرة صوت الشيخ أبو العلا محمد وهي صغيرة في الفونوغراف، وهزها صوته لدرجة سماع اشعاره مئات المرات، لم تكن تتصور ان هذا الشخص يعيش في نفس زمانها إذ ظنت أنه متوفى!
ومرت السنين، كانت أم كلثوم مع والدها في محطة القطار تحديدا بعد عام 1916 حين سمعت صوتا يقول: "الشيخ أبو العلا هنا!" لم تصدق نفسها والحت عليه أن يأتي لزيارة قريتها، تعرف والدها على الشيخين أبو العلا محمد وزكريا أحمد اللذين أتيا فعلا إلى السنبلاوين لإحياء ليالي رمضان واستقبلت العائلة أبو العلا في منزلها ثم بدأ الغناء وغنت معه أم كلثوم وبعد سماعه لصوتها اقترح على والدها الانتقال بها إلى القاهرة، رد والدها مندهشا بأنه لا يعرف أحدًا في القاهرة وحاول تغيير موضوع الحديث لكن بعد الكثير من إلحاح أم كلثوم عليه وافق.
- تزوجت من السيد حسن السيد الحفناوي في عام 1954 حتى وفاتها عام 1975.

## البدايات
عادت إلى القاهرة لكي تستقر نهائياً في عام 1921م وكانت تغني في مسرح البوسفور في ميدان رمسيس بدون فرقة موسيقية. غنت على مسرح حديقة الأزبكية وسمع صوتها عدد من فناني عصرها مثل الشيخ علي القصبجي. وفي عام 1923م غنت في حفل حضرته كبار مطربات عصرها وعلى رأسهم منيرة المهدية شخصياً والتي كانت تلقب بسلطانة الطرب، والتقت في نفس العام بالموسيقار محمد عبد الوهاب لأول مرة بحفلة أقيمت في منزل والد أبي بكر خيرت.
كان شائعًا في أوائل القرن العشرين أن يقدم المطربون قصائد بعينها بصرف النظر عن تفرد أحدهم بها، وكانت المباراة بين المطربين تكمن في كيفية أداء نفس القصيدة، لكن وفي عام 1924 تعرفت أم كلثوم على طبيب أسنان يهوى الموسيقى هو أحمد صبري النجريدي أول ملحن يلحن لأم كلثوم ألحانا خاصة بها وغنت من ألحانه 14 أغنية، إلا أن ألحانه اعتمدت على الزخارف الموسيقية بشكل مبالغ فيه مما دفع أم كلثوم إلى إنهاء التعاون معه مبكرًا.
اشتهرت بقصيدة «وحقك أنت المنى والطلب» من تلحين أبو العلا وتعد هذه أول إسطوانة لها، صدرت عام 1924 وبيع منها ثمانية عشر ألف إسطوانة.

### أم كلثوم وأحمد رامي
في عام 1924م قدم الشيخ أبو العلا أم كلثوم إلى الشاعر أحمد رامي في إحدى الحفلات التي أدت أم كلثوم فيها أغنية «الصب تفضحه عيونه» تأليف احمد رامي الذي أدرك أنه قد وجد هدفه فتولى تعليمها أصول اللغة والشعر، وتحسَّن مستواها وأضافت مهارات جديدة إلى مهاراتها الغنائية.

### أم كلثوم والقصبجي
في عام 1924 غنت أم كلثوم طقطوقة «قال إيه حلف ما يكلمنيش» من الحان محمد القصبجي وكانت البداية الحقيقية لها عندما سمعها محمد القصبجي الملحن المجدد وقتها، وقام القصبحي بتدريبها بعد ذلك كما تولى تعليمها المقامات الموسيقية ولاحقا العود وبدأ يلحن لها أغنيات خاصة بها.

#### أول فرقة موسيقية
كون محمد القصبجي عام 1926 لأم كلثوم فرقتها الموسيقية الخاصة، وأول تخت موسيقي يكون بديلا لبطانة المعممين التي كانت معها دائما، بعدما شنت روز اليوسف هجوما صاعقا على بطانتها، لعل هذا ما جعل أباها يتخلى عن دوره كمنشد وينسحب هو واخوها الشيخ خالد.
بعد ذلك بعام تقريبا خلعت أم كلثوم العقال والعباءة وظهرت في زي الآنسات المصريات، وذلك بعد أن توفي الشيخ أبو العلا محمد الذي ترك فيها تأثيرا روحيا عظيما وكان مرشدها في عالم الطرب.

### بزوغ نجمها
في عام 1928 تغني للقصبجي مونولوج «إن كنت أسامح وأنسى الآسية»، لتحقق الأسطوانة أعلى مبيعات وقتها على الاطلاق ويدوي اسم أم كلثوم بقوة في الساحة الغنائية، وبدأت تنافس أكبر مطربتين ذلك العصر وهما سلطانة الطرب منيرة المهدية، ومطربة القطرين فتحية أحمد.
بدأت مع الفرقة الحديثة تقديم حفلاتها في الدور الكبرى، ودخلت في منافسة جديدة في نفس العام مع محمد عبد الوهاب.
لحّنت ايضا في عام 1928 أغنية «على عيني الهجر» بنفسها لنفسها!
تعلمت أم كلثوم من أمين المهدي أصول الموسيقى، وتعلمت عزف العود على يد أمين المهدي ومحمود رحمي ومحمد القصبجي.

### الأغاني التي غنتها أم كلثوم
قائمة اغاني ام كلثوم
وفي 31 مايو 1934م بعد افتتاح الإذاعة المصرية كانت أم كلثوم أول من غنّى فيها.

### التعاون مع السنباطي
في عام 1935 غنّت أم كلثوم (على بلد المحبوب وديني) من ألحان ملحن شاب رياض السنباطي، وقد ظلّ السنباطي يلحن لأم كلثوم ما يقرب من 40 عاما، ويكاد يكون هو ملحنها الوحيد في فترة الخمسينيات، بعدها بعام لحنت أغنية (يا رتني كنت النسيم) في ثاني وآخر تجربة لها.
في عام 1943م أسست أول نقابة للموسيقيين برئاستها وظلت بمنصبها مدة عشر سنوات.
في عام 1946 غنت 3 قصائد من ألحان السنباطي وكلمات أحمد شوقي، غنت (سلوا قلبي) التي أخذت بُعداً سياسياً في أبياتها التي تقول
كان ذلك بعد انتهاء الحرب العالمية الثانية ونكوص الإمبراطورية البريطانية عن وعدها بمنح مصر الاستقلال التام، وغنت قصيدة (ولد الهدى)، ويصل طلب من القصر بتغيير كلمة «الاشتراكيون» في البيت الذي يقول:
كان هذا في عصر بروز التيار اليساري الذي لم يكن يتماشى مع اتجاهات القصر ولا رغبات الملك، إلا أنها أصرَّت على عدم تغيير أي كلمة، وغنَّت أيضًا في ذلك العام
أروعَ ما غنَّت في المديح النبوي نهج البردة.
في سنة 1955 غنَّت من ألحان رياض السنباطي قصيدة (ذكريات) من كلمات الشاعر أحمد رامي، ثم في سنة 1966 غنّت من ألحان رياض السنباطي قصيدة الأطلال من كلمات الشاعر إبراهيم ناجي وكان غناؤها لهذه الأغنية بعد عام واحد من غنائها لأغنية أنت عمري من ألحان محمد عبد الوهاب، وكان ذلك ردًّا من السنباطي على عمل عبد الوهاب أنت عمري الذي حقق نجاحًا كبيرًا، وأثبت السنباطي أيضًا قدرته الفائقة على تلحين القصائد الفصيحة وحققت الأطلال نجاحًا قويًّا.
من أشهر الأغاني التي غنتها: أنا وأنت ظلمنا الحب - الحب كده - هجرتك يمكن أنسى هواك.

## ثورة يوليو
ثورة تامة اجتاحت مصر وتم التعامل بعدوانية شديدة مع كل ما يخص عهد الملك السابق، فمُنِّعَت إذاعة أغاني أم كلثوم من الإذاعة نهائيا وطردها من منصب (نقيبة الموسيقيين) باعتبارها (مطربة العهد البائد). لم يكن هذا قراراً من مجلس قيادة الثورة. لكنه قرار فردي اُتُّخِذ من قبل الضابط المشرف على الإذاعة.
برغم أن أم كلثوم غنّت للجيش المحاصر في الفالوجا أثناء حرب فلسطين أغنية (غلبت أصالح في روحي)، ذلك الجيش الذي كان بين أفراده عبد الناصر وأنور السادات. إلا أنه تم اعتبارها ضد الثورة بسبب حصولها على قلادة صاحبة العصمة وغنائها للملك أكثر من مرة منها أغنية عام 1932 في حضور الملك فؤاد:
وصل الموضوع إلى جمال عبد الناصر شخصيا، الذي ألغى هذا القرار ، ويذكر أن الذي أوصل إليه الموضوع هو مصطفى أمين في سبتمبر 1952 وعلى إثر نزاع على منصب النقيب تُلْغَى انتخابات النقابة، ويتم تعيين محمد عبد الوهاب نقيبا للموسيقيين. على إثر هذا الموقف وما تردد عن مساندة بعض الضباط الأحرار لعبد الوهاب؛ تُبَلِغ أم كلثوم قرار اعتزالها إلى الصاغ أحمد شفيق الأبو عوف.
الذي نقله إلى مجلس قيادة الثورة، فذهب إليها وفد مكوّن من جمال عبد الناصر وعبد الحكيم عامر وصلاح سالم لإقناعها بالعدول عن رأيها، لقد أثرت هذه اللحظة فيها كثيرا جدا كما ظهر فيما بعد من أغانٍ لها ومواقف، وحملت إعجابا جارفا بعبد النـاصر وبمواقفه ككل الشعب آنذاك، ويتجلى ذلك في أغنية مثل (بعد الصبر ما طال نهض الشرق وقال، حققنا الآمال برياستك يا جمال) أو (يا جمال يا مثال الوطنية..أجمل أعيادنا المصرية برياستك للجمهورية)
تم تدارك كل ما حدث سابقا في حق أم كلثوم بعد أن هدأت الأمور.. والثابت أن الثورة - بعد ذلك - أعطتها دافعا معنويا قويا، حتى أنها رأست اللجنة التي أشرفت على اختيار السلام الوطني الجديد للجمهورية، حيث أيدت أم كلثوم النشيد الوطني الذي أعده عبد الوهاب إلا أن الدكتور حسين فوزي أثبت أن النشيد منقول من إسطوانة للموسيقار التشيكي بيللا برنوك بعد إدخال عدة تعديلات عليه.
في 19 ديسمبر 1952 تم تكوين اللجنة الموسيقية العليا التي كانت من أعضائها وبجانبها (السنباطي) وعبد الوهاب. وفي عام 1953 تنتخب كعضو شرفي في جمعية مارك توين العالمية نفس الجمعية التي من أعضائها الشرفيين دوايت آيزنهاور وونستون تشرشل وثيودور روزفلت. وفي نفس العام.. تحديدا 8 يوليو يتوفى أخوها خالد، الشيخ خالد الذي كان من المفترض أن يكون صييت الأسرة.

### مرض
عام 1954 خفضت أم كلثوم جدول حفلاتها الموسيقية بسبب المشاكل الصحية التي تعاني منها. ويُذكر أن النظارة السوداء التي كانت ترتديها بشكل مستمر كانت بسبب مرض الغدة الدرقية الذي أدى إلى جحوظ عينيها، حيثُ كان هذا سبباً أيضاً لإيقافها لنشاطها التمثيلي الذي اقتصر على 6 أفلام.

### زواجها
عام 1954 تزوجت أم كلثوم من د. حسن السيد الحفناوي واستمر الزواج حتى وفاتها.

### واقعة فريدة
في 29 أكتوبر عام 1956 غنّت أم كلثوم نشيد صلاح جاهين (والله زمان ياسلاحي) الذي أصبح نشيدا قوميا. ذلك النشيد الذي أتى به لها كمال الطويل ذات ليلة حدثت فيها غارة وحفظت النشيد على ضوء الشموع.. وحين قررت أن تسجله في محطة الإذاعة بشارع الشريفين يعترض أغلب الموسيقين خوفا من إعلان إسرائيل أنها ستضرب محطة الإذاعة فقررت أم كلثوم أن تسجل النشيد.

### مسلسل رابعة العدوية
في تلك الفترة – الخمسينيات - تغني (مصر التي في خاطري) و (أنشودة الجلاء) و (هسيبك للزمن) وتشارك في مسلسل إذاعي هو مسلسل رابعة العدوية حيث تشترك بتقديم الأغاني في المسلسل، أغانٍ مثل: (على عيني بكت عيني)، (لغيرك ما مددت يدا)، (يا صحبة الراح)، (حانت الأقدار)، (الرضا والنور)، (عرفت الهوى مذ عرفت هواك).. تلك الأغاني التي تم استعمالها في الفيلم الشهير (رابعة العدوية) التي قامت ببطولته هي ثم أُعيد الفلم مرة أخرى لكن قام بدور البطولة نبيلة عبيد.
وعلى سبيل التوثيق نثبت ما قالته مجلة نيوز ويك عام 1956: أن صوت أم كلثوم هو الصوت المفضل المحبوب في جميع أنحاء الشرق الأوسط بًالإضافة إلى أن المجلة وصفتها بـ (ملكة بلاد العرب).

## الستينيات
في عقد الستينات تعيش أم كلثوم أزهى عصورها الفنية على الإطلاق، الحقيقة أن عقد الخمسينيات لم ينتهِ إلا بواقعة غريبة وهي أن كلب أم كلثوم عضَّ أحد المارة ثم برّأتها النيابة. فيما بعد كتب شاعر العامية أحمد فؤاد نجم قصيدة (كلب الست) الشهيرة. لم تمر هذه الواقعة بدون ضجيج حيث اعترض أساتذة جامعة الحقوق على قرار النيابة واعتبروه محاباة لأم كلثوم بل إن الأمر وصل إلى صفحات الأهرام الجريدة الرسمية الأولى.

### أم كلثوم وبليغ حمدي
تنهي أم كلثوم عام 1959 بأغنيتها الرقيقة (هجرتك) من كلمات أحمد رامي وألحان العبقري رياض السنباطي. وتفتح عقد الستينيات بأغنيتها الشهيرة (حب ايه). ولهذه الأغنية قصة معروفة وهي أنه في أحد اللقاءات بين أم كلثوم ومحمد فوزي صاحب شركة مصر فون قبل التأميم، عرض عليها أن يسمعها لحنا لملحن شاب يعجبه كثيرا، كان هذا الشاب هو بليغ حمدي، أسمعها بليغ حمدي اللحن، كان الهدف فقط أن تسمع لحنه الذي كانت ستغنيه إحدى المطربات إلا أنها طلبت منه أن يعيد اللحن مرة أخرى وأخرى حتى عرضت عليه أن تغني الأغنية! منذ هذا التاريخ لحن لها بليغ أغنية واحدة على الأقل سنويا.
تنهي عام 1961 بأغنية (هوا صحيح الهوى غلاب)، يموت بيرم التونسي صاحب الأغنية قبل الحفلة التي تغني فيها هذه القصيدة ويموت بعده بشهر واحد زكريا أحمد ملحن الأغنية وصديق بيرم الوفي في 14 فبراير بعد أن انتهت مشاكله مع أم كلثوم بشكل ودي. من المؤكد أن عقد الستينيات كان نقطة تحول في حياة أم كلثوم، وبرغم أن أشهر أغانيها قد غنيت في تلك الفترة إلا أن هناك الكثيرين يرون أنها كانت من أقل فتراتها الفنية باستثناء بعض الأغاني المعدودة.
لو أردنا الإنصاف فإن أم كلثوم في هذه الفترة وحتى وفاتها أصحبت أيقونة مقدسة في حياة المصريين. كتب جودون جسكيل في مجلة لايف: "إن تغييرا يشمل حياة الناس في الشرق الأوسط على اختلاف طبقاتهم وأعمارهم وعقائدهم مرة في كل شهر ودائما في العاشرة مساء فالمرور يكاد يتوقف في القاهرة وفي مقاهي الدار البيضاء تختفي الطاولة وفي بغداد يترك الأغنياء تجارتهم والمثقفين كتبهم وتفرغ الشوارع من المارة وكلهم آذان تتركز على إذاعة القاهرة في انتظار أم كلثوم".
في عام 1960 تحصل على وسام الاستحقاق من الدرجة الأولى. تفتتح التلفاز كما افتتحت الإذاعة كذلك قبل 26 عاما. وفي عام 1962 تغني أغنية أنساك التي لحن زكريا أحمد مذهبها قبل أن يموت وتسند بقية اللحن إلى بليغ حمدي، هذه الأغنية من كلمات مأمون الشناوي. والحقيقة أن مأمون الشناوي حاول التعاون معها أكثر من مرة، كان أولها أغنية الربيع التي ذهبت إلى فريد الأطرش، كانت المشكلة بينهما تمسك مأمون الشناوي بكلماته وتمسك أم كلثوم بتغيير الكلمات، في هذه المرة يرضخ مأمون لطلباتها كلها معلنا فوز أم كلثوم.
في عام 1962 تدخل أم كلثوم إلى مستشفى البحرية الأمريكية للفحص الدوري (تقديرا من الحكومة الأمريكية لمكانة أم كلثوم في العالم العربي).

### 1964
في هذا العام تغني أم كلثوم واحدة من أشهر أغانيها على الإطلاق، الأغنية التي كانت نتاج تعاون تأخر 40 عاما كاملة أغنية (إنت عمري)، هذه الأغنية التي تحتاج إلى تدخل عبد الناصر شخصيا لتخرج إلى النور، أغنيتها مع الموسيقار المايسترو محمد عبد الوهاب.

### بعد النكسة

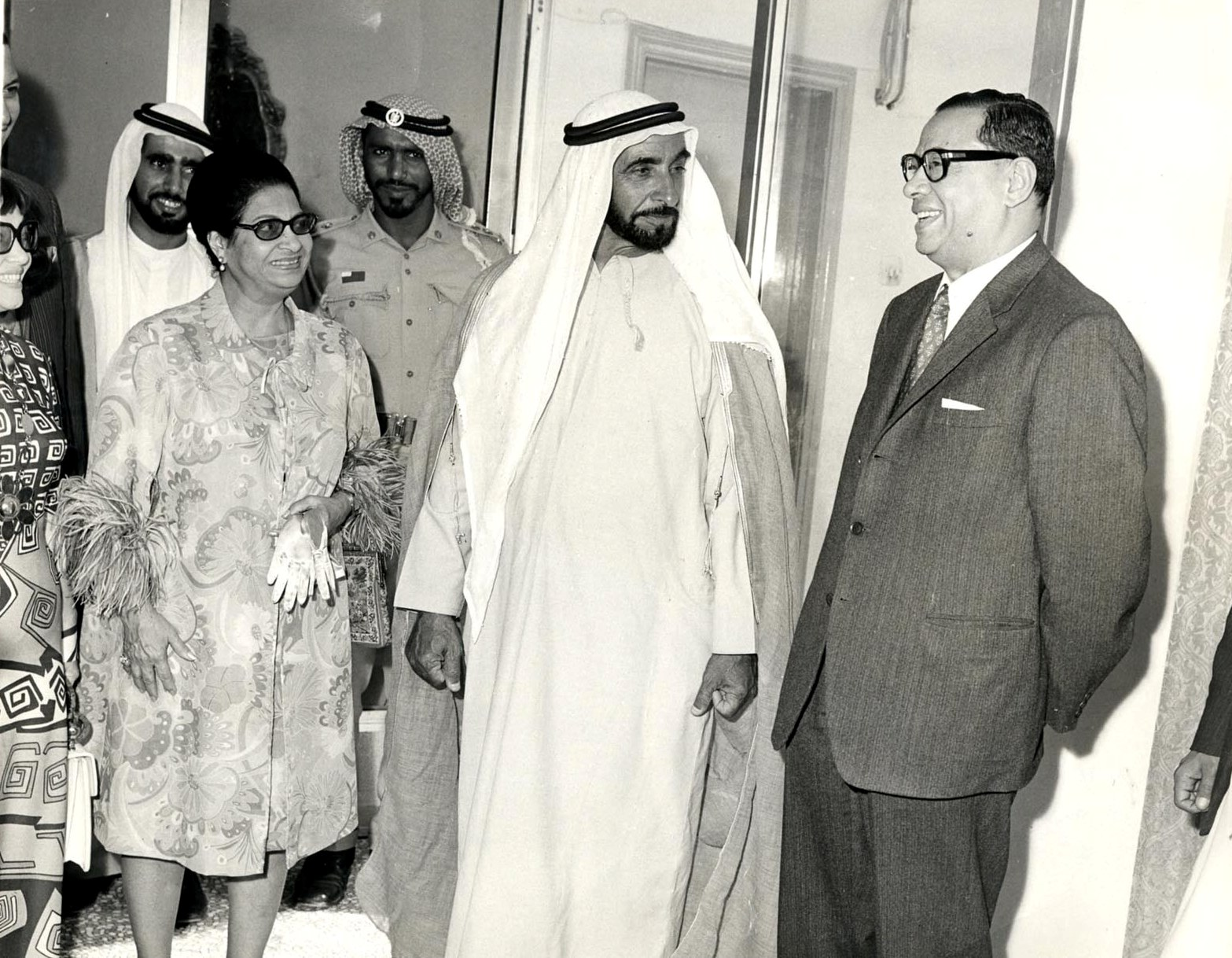
أم كلثوم والشيخ زايد بن سلطان آل نهيان

استقبلت أم كلثوم خبر نكسة يونيو وهزيمة الجيش المصري بكل حزن وأسى مثلها مثل كل المصريين وقتها إلا أنها سارعت وكانت من أوائل المطربين الذين أقاموا الكثير من الحفلات داخل مصر وخارجها للتبرع بأرباحها إلى المجهود الحربي وتغني أغنيتها الشهيرة (أصبح عندي الآن بندقية) وغنّت أيضا أغنية (حبيب الشعب) لعبد الناصر بعد تنحيه وعودته ثانيا.

### الغناء بفرنسا
في ليلتي الإثنين 13 والأربعاء 15 نوفمبر 1967 غنّت أم كلثوم على مسرح الأولمبيا أشهر مسارح العالم على الإطلاق، وكانتا الحفلتين الوحيدتين اللتين تحييهما الست خارج العالم العربي، وإحدى أهم الحفلات التي تقام على مسرح الأولمبيا لتبقى محفورةً في أذهان كل من حضرها على مرّ السنين، حيث يقول جان ميشال بوريس أحد مديري الأولمبيا في تلك الفترة أن 3 مغنين حفروا أسماءهم في ذاكرة الأولمبيا: أم كلثوم؛ أديت بياف وجاك برال،
ومما غنّت أم كلثوم في تلك الحفلتين (الأطلال)، والطريف أنها سقطت من على خشبة المسرح وهي تقول هذا البيت: (هل رأى الحب سكارى مثلنا كم بنينا من خيال حولنا) عندما صعد شخص من الجمهور على المسرح وأصر على تقبيل قدميها.

## السبعينات

### وفاة عبد الناصر
تبدأ فترة السبعينات بوفاة جمال عبد الناصر في 28 سبتمر 1970 وكانت وقتها ام كلثوم تغني في أحد الحفلات في روسيا فعادت إلى مصر وغنّت (رسالة إلى الزعيم) من تأليف نزار قباني وألحان رياض السنباطي عام 1970 ترثي بها عبد الناصر بعد وفاته لكنها رفضت اذاعتها في اللحظات الاخيرة ظنا منها انها ستكون "تشويشا" على الرئيس الجديد انور السادات
بعد وفاة جمال عبد الناصر وتولٌي محمد أنور السادات حكم مصر ظلّت أم كلثوم في قدرها كمطربة أولى وصديقة مقربة للسادات.

## جوائز وتكريمات

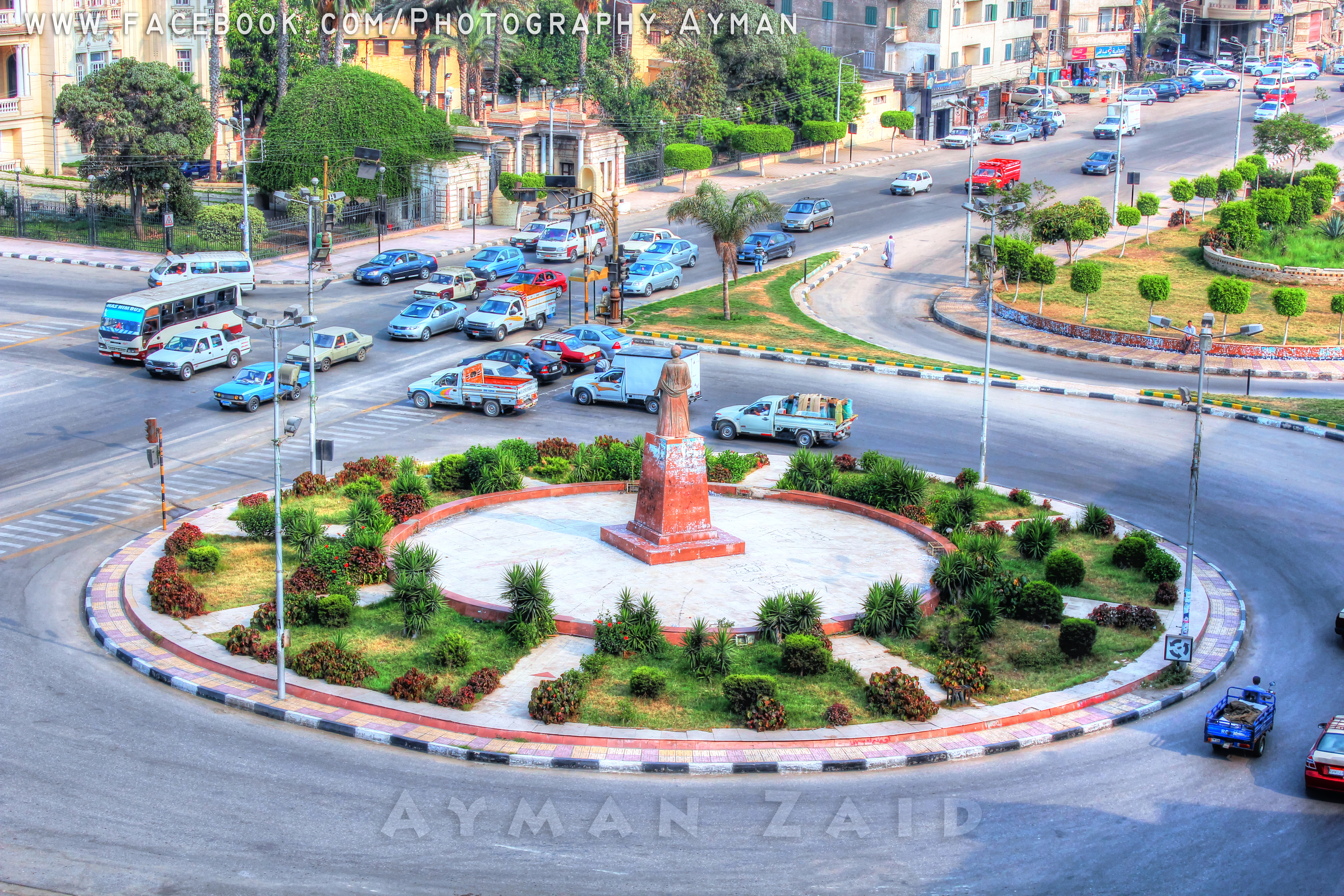
ميدان أم كلثوم بالمنصورة

- وسام الرافدين من قِبل الحكومة العراقية في 1946 وهو أعلى وسام يمنح في العراق، في عصر النظام الملكي
- في عام 1955 تضم إلى قائمة الأوسمة وسام النهضة من ملك الأردن، ووسام الاستحقاق من الدرجة الأولى من الرئيس هاشم الأتاسي
- وسام الجمهورية من رئيس تونس بورقيبة عام 1968.[26]
- في عام 1959 تنال وسام الأرز برتبة كوماندوز من رئيس الوزراء اللبناني رشيد كرامي.

## المرض والوفاة

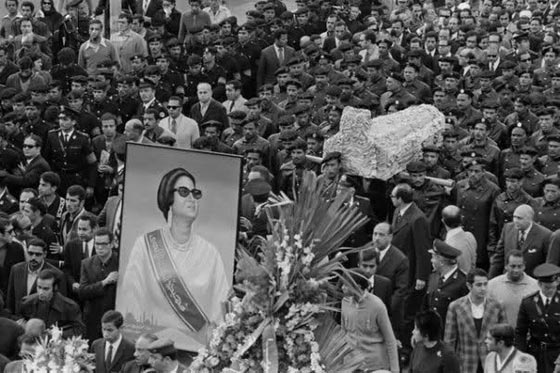
موكب جنازة أم كلثوم في عام 1975م، القاهرة، مصر.

خبر في صحيفة الأهرام المصرية عن وفاة أم كلثوم.

لم تتمكن من غناء أغنية أوقاتي بتحلو معاك وحياتي بتكمل برضاك، فأثناء البروفات للأغنية وقعت صريعة لمرض التهاب الكلى. سافرت إلى لندن لتلقي لعلاج وكانت قبل سفرها قد طلبت من الشاعر صالح جودت أن يكتب لها أغنية بمناسبة حرب أكتوبر وبعد عودتها طلبت من الملحن رياض السنباطي تلحينها حتى تغنيها في عيد النصر لكنها توفيت قبل تأديتها.
بدأت صحتها تسوء في عام 1971م، فانقطعت عن تقديم الحفلات، وكانت أغنية ليلة حب آخر ما غنّته وذلك في 17 نوفمبر 1972م، وفي 21 يناير 1975م أوشكت على الوفاة بسبب عدة مشاكل بكليتيها، وبالرغم من السنوات العديدة من تلقّي العلاج، رفضت الإقامة في المستشفى لتلقي العلاج حيث كانت تقول: لو ذهبت للمستشفى، فسوف أموت هناك. في 22 يناير 1975م تصدّرتْ أخبار مرض أم كلثوم الصحف وكانت الإذاعة تستهل نشراتها بأخبار مرض أم كلثوم وعرض الناس التبرع بالدم لأم كلثوم.
في يوم الأثنين 3 فبراير 1975م عند الرابعة مساءً توفيت أم كلثوم في القاهرة بسبب قصور القلب عن عمر يناهز 76 عاماً،  وشُيّعت جنازتها من مسجد عمر مكرم الواقع بوسط القاهرة، وكانت جنازةً مهيبة ومن أكبر الجنازات في العالم إذ قُدِّر عدد المشيعين بين 2 إلى 4 ملايين شخص. أعلنت إذاعات الشرق الأوسط والبرنامج العام وصوت العرب عن وفاتها، وظهر يوسف السباعي في تمام السادسة مساءً ليلقي النبأ، بينما وقف سيد مرعي رئيس مجلس الشعب دقيقة حداداً. أرسل الأمير عبد الله الفيصل هدية عبارة عن عدة ليترات من ماء زمزم وصلت مباشرة من الأراضي المقدسة كواجب أخير.
كتبت صحيفة الأورو الفرنسية أنها مثّلت للعرب ما مثّلته إديث بياف للفرنسيين إلا أن عدد معجبيها أضعاف عدد معجبي إديث بياف.[بحاجة لمصدر] صحيفة التايمز تكتب أنها من رموز الوجدان العربي الخالدة. صحيفة زود دويتش سايتونج الألمانية كتبت أن مشاعر العرب اهتزت من المحيط إلى الخليج. الصحف العربية رددت النبأ في الصفحات الأولى بينما سيطر الوجوم على العرب.

## في التمثيل
مثّلت أم كلثوم وغنت في ستة أفلام بين عامي 1936 و1947:
| اسم الفيلم | تاريخ العرض    | المخرج      |
| ---------- | -------------- | ----------- |
| وداد       | 10 فبراير 1936 | فريتز كرامب |
| نشيد الأمل | 11 يناير 1937  | أحمد بدرخان |
| دنانير     | 29 سبتمبر 1940 | أحمد بدرخان |
| عايدة      | 28 نوفمبر 1942 | أحمد بدرخان |
| سلامة      | 9 أبريل 1945   | توجو مزراحي |
| فاطمة      | 15 ديسمبر 1947 | أحمد بدرخان |

كما غنّت فقط في فيلم رابعة العدوية عام 1963.

## بعض التسجيلات المرئية لأم كلثوم
- أم كلثوم - فات المعاد (حفلة السودان 1968) على يوتيوب
- أم كلثوم - بعيد عنك + موال (حفلة سنما قصر النيل 1966) على يوتيوب
- أم كلثوم - غني لي شوي (فيلم سلامه 1944) على يوتيوب
- أم كلثوم - إنت عمري  ( حفلة مصر 1964) على يوتيوب

## أم كلثوم في السينما والتلفزيون
- فيلم كوكب الشرق عام 1999 عن قصة حياتها بطولة فردوس عبد الحميد.
- مسلسل أم كلثوم عام 1999 عن قصة حياتها بطولة صابرين.
- مسلسل العندليب حكاية شعب (مسلسل) عام 2006 عن قصة حياة عبد الحليم حافظ بطولة شادي شامل وقامت بدور أم كلثوم الممثلة سلمى غريب.
- مسلسل الملك فاروق عام 2007 عن قصة حياة الملك فاروق بطولة تيم الحسن وقامت بدور أم كلثوم المطربة ريهام عبد الحكيم.
- مسلسل أنا قلبي دليلي عام 2007 عن قصة حياة ليلى مراد بطولة صفاء سلطان وقامت بدور أم كلثوم الممثلة فرح إسماعيل.
- فيلم البحث عن أم كلثوم (2017)، وأدّت نور قمر دور أم كلثوم (وهي صغيرة).

## وصلات خارجية
- أم كلثوم على موقع IMDb (الإنجليزية)
- أم كلثوم على موقع الموسوعة البريطانية (الإنجليزية)
- أم كلثوم على موقع الدهليز
- أم كلثوم على موقع قاعدة بيانات الأفلام العربية
- أم كلثوم على موقع ميوزك برينز (الإنجليزية)
- أم كلثوم على موقع إن إن دي بي (الإنجليزية)
- أم كلثوم على موقع أول ميوزيك (الإنجليزية)
- أم كلثوم على موقع ديسكوغز (الإنجليزية)
- أم كلثوم على موقع قاعدة بيانات الفيلم (الإنجليزية)
- موقع أم كلثوم
- أم كلثوم على موقع السينما
- أم كلثوم - غني لي شوي (فيلم سلامه 1944) على يوتيوب
- مزاد كريستيز في دبي يعرض مجموعة مجوهرات لأم كلثوم - إيلاف
- الهيئة القومية للإنتاج الحربي
- مجموعة صور نادرة لفساتين «كوكب الشرق»